# The Five (pel·lícula)
The Five (hangul 더 파이브 Deo Paibeu) és una pel·lícula de terror de thriller de Corea del Sud del 2013 escrita i dirigida per Jeong Yeon-shik basada en el seu propi webtoon The 5ive Hearts, que va aparèixer per primera vegada al portal d'Internet  Daum a l'abril de 2011.
Kim Sun-a va interpretar una dona discapacitada que reuneix quatre persones desesperades que necessiten òrgans per venjar-se de l'assassí en sèrie que va assassinar la seva família.

## Argument
Eun-ah vivia una vida perfecta i feliç amb la seva família fins que un jove sociòpata anomenat Jae-wook assassina brutalment i sense sentit al seu marit i la seva filla davant dels seus ulls. Amb prou feines s'escapa amb vida, Eun-ah es queda mig paralitzada i estirada en una cadira de rodes. Després de la seva recuperació, es fixa a venjar-se d'ell. Dos anys més tard, després d'una llarga recerca, perfecciona a poca distància de l'assassí. Davant d'un adversari tan perillós i la seva immobilitat, Eun-ah reuneix quatre persones marginades per la societat, cadascuna amb una habilitat diferent, per ajudar-la a matar Jae-wook. A canvi, està preparada per donar-los alguna cosa que necessiten desesperadament: els seus òrgans. Els quatre còmplices, que inclouen un desertor de Corea del Nord, un ex gàngster, un metge i un enginyer, necessiten trasplantaments d'òrgans per diverses raons, i Eun -ah els promet els seus òrgans un cop hagi acabat la seva venjança. Però les coses no surten com s'havien previst, i l'assassí dóna la volta i comença a caçar-los ell mateix.

## Repartiment
- Kim Sun-a com a Go Eun-ah
- On Joo-wan com a Oh Jae-wook
- Ma Dong-seok com a Jang Dae-ho, ex-gàngster
- Shin Jung-geun com a Nam-cheol, enginyer
- Jung In-gi com a Cheol-min, doctora
- Lee Chung-ah com a Park Jeong-ha, tècnic informàtic
- Park Hyo-joo com a Hye-jin, treballador social cristià
- Lee Yong-yi com la mare de Jeong-ha
- Jo Han-cheol com a Kim Seong-il, el marit d'Eun-ah
- Kim Hyun-soo com a Kim Ga-young, la filla d'Eun-ah
- Choi Hak-rak com a Jeong-do
- Jung Soo-young com a dona de Dae-ho
- Yeo Min-joo com Hyeon-joo, pacient de l'hospital
- Lee Jun-hyeok com a Detective Park
- Park Ji-hong com a Park Kyeong-soo, encarregat d'aparcament
- Han Yeon-kyeong com a Chae-young, l'amic de l'escola de Ga-young
- Lee Seung-hoon com a Min-soo
- Vés a Bong-gu com a Sang-gu
- Oh Min-ae com a Baker
- Oh Man-seok com a cap del tauró
- Kim Gyeong-ran com a propietari de Minimart
- Kim Min-kyu